# Măng Tố
Măng Tố là một xã thuộc huyện Tánh Linh, tỉnh Bình Thuận, Việt Nam.

## Địa lý
Xã Măng Tố nằm ở phía bắc huyện Tánh Linh, có vị trí địa lý:
- Phía đông giáp xã Bắc Ruộng
- Phía tây giáp xã Đức Phú và xã Nghị Đức
- Phía nam giáp xã Gia An
- Phía bắc giáp tỉnh Lâm Đồng.

Xã Măng Tố có diện tích 71,98 km², dân số năm 2018 là 9.838 người, mật độ dân số đạt 137 người/km².

## Lịch sử
Địa bàn xã Măng Tố hiện nay trước đây là một phần xã Bắc Ruộng.
Ngày 13 tháng 3 năm 1979, Hội đồng Chính phủ ban hành Quyết định 104-CP. Theo đó, thành lập ở khu kinh tế mới thuộc xã Bắc Ruộng một xã mới lấy tên là xã Đức Tân.
Ngày 28 tháng 11 năm 1983, Hội đồng Bộ trưởng ban hành Quyết định 140-HĐBT. Theo đó, chia xã Bắc Ruộng thành hai xã Bắc Ruộng và Măng Tố.
Trước khi sáp nhập, xã Măng Tố có diện tích 50,76 km², dân số là 2.903 người, mật độ dân số đạt 57 người/km². Xã Đức Tân có diện tích 21,22 km², dân số là 6.935 người, mật độ dân số đạt 327 người/km².
Ngày 21 tháng 11 năm 2019, Ủy ban Thường vụ Quốc hội ban hành Nghị quyết số 820/NQ-UBTVQH14 về việc sắp xếp các đơn vị hành chính cấp xã thuộc tỉnh Bình Thuận (nghị quyết có hiệu lực từ ngày 1 tháng 1 năm 2020). Theo đó, sáp nhập toàn bộ diện tích và dân số của xã Đức Tân vào xã Măng Tố.